# David Leslie (racerförare)
David Leslie, född den 9 november 1953 i Annan, död den 30 mars 2008 i Farnborough, var en skotsk racerförare.

## Racingkarriär
Leslie var en framgångsrik förare i BTCC, med många racesegrar och en andraplats i mästerskapet 1999 som höjdpunkt. Han vann totalt nio segrar i klassen.

## Död
Den 30 mars 2008 havererade ett privatplan med fem personer ombord i Farnborough och samtliga omkom, bland dem Leslie. David Leslie blev 54 år gammal.